# Pinguicula lusitanica
Pinguicula lusitanica es una especie de plantas de la familia   de las lentibulariáceas.

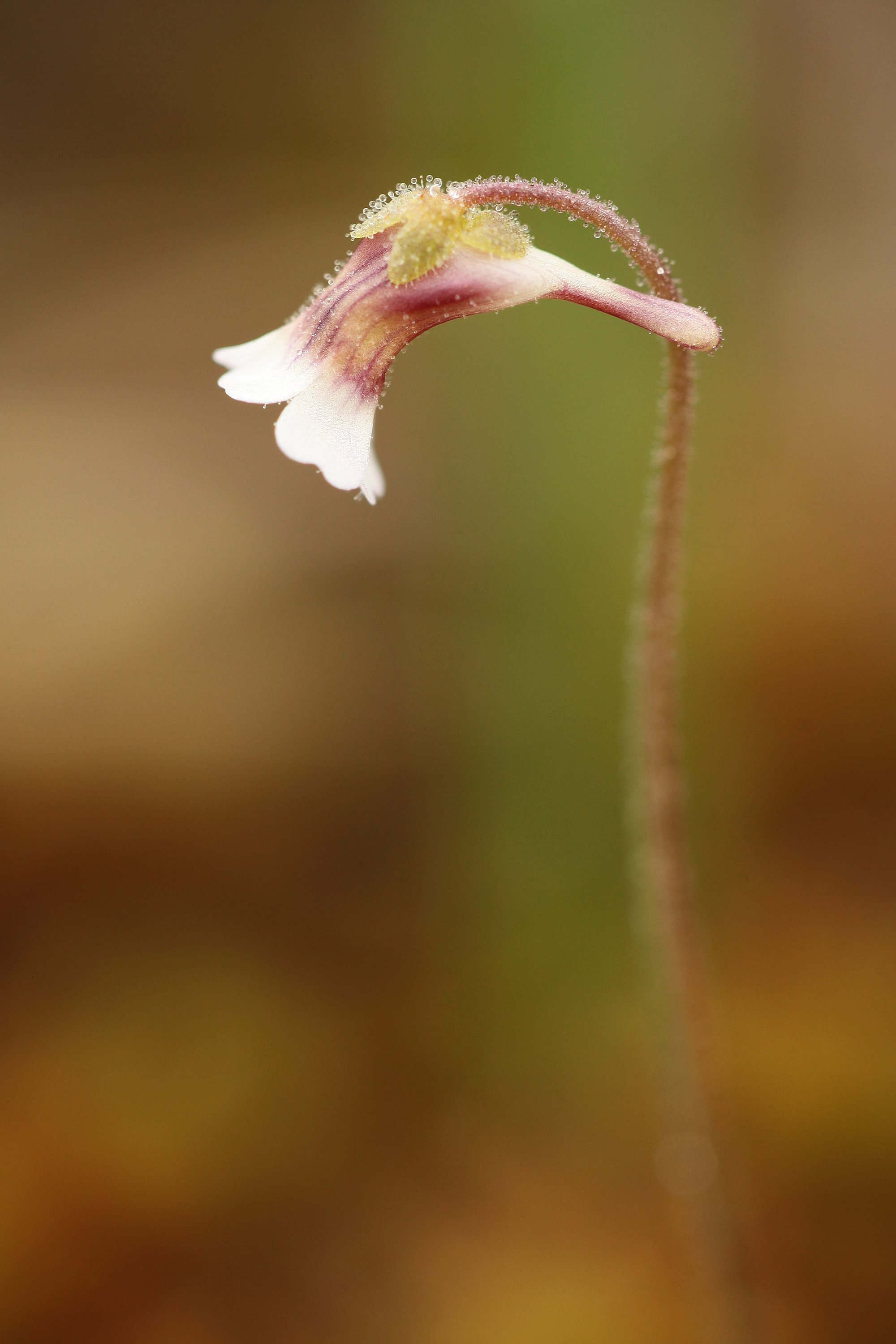
Detalle de la flor

## Descripción
Hierba perenne carnívora con tallos reducidos a escapos sin hojas (afilos). Hojas simples, todas en roseta basal, de hasta 2(-3) cm, oblongas, enteras, viscosas. Flores hermafroditas, marcadamente zigomorfas, pentámeras, solitarias, en el extremo de los escapos. Cáliz con cinco sépalos soldados, formando dos labios separados casi hasta la base. Corola rosada o lila, con 5 pétalos soldados para formar un tubo y 2 labios. Androceo con 2 estambres, insertos en el tubo de la corola. Ovario súpero, con 2 carpelos y una sola cavidad. Fruto en cápsula, abriéndose por 2 valvas, con numerosas semillas.

## Distribución y hábitat
Zona atlántica de Europa desde el oeste de Escocia y sur de  Irlanda, oeste de Inglaterra, oeste de Francia hasta la península ibérica, y  Marruecos en el noroeste de  África. Habita en lugares encharcados o muy húmedos, turbosos. Florece en primavera.

## Taxonomía
Pinguicula lusitanica fue descrita por Carlos Linneo y publicado en Species Plantarum 17. 1753.
Sinonimia
- Isoloba lusitanica Raf.[3]

## Nombres comunes
- Castellano: grasilla pálida.[4]